# Gerd Morell

Coverversion mit Gerd Morell auf Polydor

Gerd Morell (auch Gert oder Gerdt Morell), (geboren am 22. Juli 1928 in Hamburg; gestorben am 6. Juli 1973 auf Sylt) war ein deutscher Schlagersänger und Schlagzeuger.
Gerd Morell arbeitete u. a. für Harmona 3D und veröffentlichte dort zahlreiche Versionen bekannter Popsongs. Er veröffentlichte u. a. den Schlager Wir wollen niemals auseinandergehn als B-Seite der Single Einmal noch zu Hause sein, Mein Weg zu dir als deutsche Version von Edith Piafs Amor je te dois sowie Oh Baby, küß' mich noch einmal basierend auf Why Baby Why von Pat Boone.

## Schlager (Auswahl)
- O Baby, küß mich noch einmal, Viennaphon 1086/1
- In der Arena von Guayaquil, Harmona 3D EP, 1958
- Wenn die Lichter glüh'n , Unter den Sternen von Ragusa, Harmona 3D 36344, 1956
- Wenn der Pierre tanzt mit Madeleine, Augen so schwarz wie die Nacht, Harmona 3D 36349, 1956
- Von früh bis spät, Augen, so schwarz wie die Nacht, Harmona 3D 36378, 1957
- Heimatlos, Theo Theo, Harmona 3D 36399, 1957
- In der Arena von Guaquil, Wann seh' ich dich wieder, Harmona 3D 36397, 1957
- Einmal Noch Zu Hause Sein,  Wir wollen niemals auseinander gehen, Polydor NH 24264, 1960
- Mein Weg führt zu dir, Glaub an den Stern,  Polydor NH 24325, 1960